# Primera División (Argentinien) 1967
Die Primera División 1967 war die 37. Spielzeit der argentinischen Fußball-Liga Primera División. Vor Saisonbeginn hatte es eine Änderung des Spielmodus gegeben, nach dem nun pro Jahr zwei eigenständige Meisterschaften ausgetragen wurden. In der ersten Jahreshälfte fand das Torneo Metropolitano statt, die zweite Jahreshälfte wurde im Torneo Nacional ausgespielt. Sowohl das Metropolitano als auch das Nacional ermittelten einen Meister, es gab also ab 1967 pro Jahr zwei argentinische Fußballmeister. Dieser Modus wurde bis ins Jahr 1985 beibehalten, ehe man sich der Spielweise in Europa anpasste und nicht mehr im Kalenderjahr, sondern von Sommer zu Sommer spielte.

## Torneo Metropolitano
Das Torneo Metropolitano war die erste Halbjahresmeisterschaft. Es begann am 3. März und endete am 6. August 1967. Zunächst wurden zwei Gruppen gebildet, deren beide bestplatzierte Mannschaften sich in zwei Halbfinalspielen trafen. Aus diesen Semifinals wurden die beiden Finalteilnehmer ermittelt. Diese waren im Jahr 1967 Estudiantes de La Plata und der Racing Club. Estudiantes konnte sich letztlich im Endspiel in Buenos Aires durchsetzen und wurde zum ersten Mal in der Vereinsgeschichte argentinischer Meister.

### Gruppenphase

#### Gruppe A
| Pl. | Verein                  | Sp. | S  | U  | N  | Tore    | Diff. | Punkte |
| --- | ----------------------- | --- | -- | -- | -- | ------- | ----- | ------ |
| 1.  | Racing Club (M)         | 22  | 10 | 9  | 3  | 030:160 | +14   | 29     |
| 2.  | Estudiantes de La Plata | 22  | 11 | 7  | 4  | 024:150 | +9    | 29     |
| 3.  | Vélez Sársfield         | 22  | 10 | 7  | 5  | 035:220 | +13   | 27     |
| 4.  | Boca Juniors            | 22  | 8  | 10 | 4  | 029:200 | +9    | 26     |
| 5.  | CA Lanús                | 22  | 7  | 8  | 7  | 040:290 | +11   | 22     |
| 6.  | Quilmes AC              | 22  | 6  | 9  | 7  | 027:320 | −5    | 21     |
| 7.  | CA Huracán              | 22  | 5  | 10 | 7  | 030:340 | −4    | 20     |
| 8.  | Colón de Santa Fe       | 22  | 3  | 13 | 6  | 017:230 | −6    | 19     |
| 9.  | Newell’s Old Boys       | 22  | 5  | 7  | 10 | 022:270 | −5    | 17     |
| 10. | Argentinos Juniors      | 22  | 4  | 7  | 11 | 021:430 | −22   | 15     |
| 11. | Club Atlético Atlanta   | 22  | 3  | 8  | 11 | 023:350 | −12   | 14     |

| (M) | Vorjahres-Meister |

#### Gruppe B
| Pl. | Verein                | Sp. | S  | U  | N  | Tore    | Diff. | Punkte |
| --- | --------------------- | --- | -- | -- | -- | ------- | ----- | ------ |
| 1.  | CA Platense           | 22  | 13 | 2  | 7  | 040:280 | +12   | 28     |
| 2.  | CA Independiente      | 22  | 10 | 7  | 5  | 033:150 | +18   | 27     |
| 3.  | Rosario Central       | 22  | 9  | 8  | 5  | 024:220 | +2    | 26     |
| 4.  | CA San Lorenzo        | 22  | 10 | 5  | 7  | 032:270 | +5    | 25     |
| 5.  | Ferro Carril Oeste    | 22  | 9  | 6  | 7  | 023:210 | +2    | 24     |
| 6.  | River Plate           | 22  | 9  | 5  | 8  | 031:230 | +8    | 23     |
| 7.  | Gimnasia y Esgrima LP | 22  | 8  | 5  | 9  | 025:320 | −7    | 21     |
| 8.  | CA Banfield           | 22  | 6  | 8  | 8  | 021:220 | −1    | 20     |
| 9.  | Unión de Santa Fe (N) | 22  | 5  | 10 | 7  | 021:250 | −4    | 20     |
| 10. | Deportivo Español (N) | 22  | 5  | 6  | 11 | 020:360 | −16   | 16     |
| 11. | Chacarita Juniors     | 22  | 4  | 7  | 11 | 026:470 | −21   | 15     |

| (N) | Vorjahres-Aufsteiger aus der Primera B Nacional 1966 |

### Halbfinale
|                         | Ergebnis |                  |
| ----------------------- | -------- | ---------------- |
| Estudiantes de La Plata | 4:3      | CA Platense      |
| Racing Club             | 2:0      | CA Independiente |

### Finale
|                         | Ergebnis |             |
| ----------------------- | -------- | ----------- |
| Estudiantes de La Plata | 3:0      | Racing Club |

### Meistermannschaft
| Estudiantes de La Plata | |
|                         | Carlos Bilardo, Marcos Conigliaro, Juan Echecopar, Gabriel Flores, Raúl Madero, Oscar Malbernat, Carlos Pachamé, Alberto Poletti, Felipe Ribaudo, Hugo Spadaro, Aguirre Suárez, Néstor Togneri, Juan Ramón Verón, Humberto Zuccarelli Trainer: Osvaldo Zubeldía |

### Torschützenliste
| Pl. | Nat.          | Spieler            | Verein                | Tore |
| --- | ------------- | ------------------ | --------------------- | ---- |
| 1   | Paraguay 1954 | Bernardo Acosta    | CA Lanús              | 18   |
| 2   | Argentinien   | Juan Carlos Carone | Vélez Sársfield       | 17   |
| 3   | Argentinien   | Aníbal Tarabini    | CA Independiente      | 16   |
| 4   | Argentinien   | Adolfo Bielli      | Rosario Central       | 11   |
| 4   | Argentinien   | Óscar López        | Gimnasia y Esgrima LP | 11   |
| 4   | Argentinien   | Alfredo Obberti    | CA Huracán            | 11   |

## Torneo Nacional
Das Torneo Nacional wurde mit sechzehn Teilnehmern ausgespielt, die im Ligasystem je einmal gegeneinander spielten. Es begann am 8. September und endete am 17. Dezember 1967. Für das Nacional-Turnier qualifiziert waren die sechs bestplatzierten Teams der Gruppen des Torneo Metropolitano sowie die vier besten Vertreter der zuvor zweithöchsten Spielklasse.
Am Ende des Torneo Nacional konnte sich CA Independiente durchsetzen und wurde erstmals seit 1963 wieder argentinischer Fußballmeister.

### Tabelle
| Pl. | Verein                      | Sp. | S  | U | N  | Tore    | Diff. | Punkte |
| --- | --------------------------- | --- | -- | - | -- | ------- | ----- | ------ |
| 1.  | CA Independiente            | 15  | 12 | 2 | 1  | 043:140 | +29   | 26     |
| 2.  | Estudiantes de La Plata (M) | 15  | 9  | 6 | 0  | 019:800 | +11   | 24     |
| 3.  | Vélez Sársfield             | 15  | 8  | 4 | 3  | 028:140 | +14   | 20     |
| 4.  | Rosario Central             | 15  | 8  | 4 | 3  | 026:130 | +13   | 20     |
| 5.  | River Plate                 | 15  | 9  | 1 | 5  | 033:150 | +18   | 19     |
| 6.  | CA San Lorenzo              | 15  | 7  | 4 | 4  | 032:150 | +17   | 18     |
| 7.  | Boca Juniors                | 15  | 6  | 4 | 5  | 021:200 | +1    | 16     |
| 8.  | CA Lanús                    | 15  | 8  | 0 | 7  | 023:260 | −3    | 16     |
| 9.  | Ferro Carril Oeste          | 15  | 5  | 5 | 5  | 021:220 | −1    | 15     |
| 10. | CA Platense                 | 15  | 5  | 5 | 5  | 019:200 | −1    | 15     |
| 11. | Quilmes AC                  | 15  | 5  | 3 | 7  | 016:190 | −3    | 13     |
| 12. | Racing Club                 | 15  | 2  | 6 | 7  | 011:230 | −12   | 10     |
| 13. | San Martín de Mendoza       | 15  | 3  | 4 | 8  | 017:310 | −14   | 10     |
| 14. | Central Córdoba             | 15  | 2  | 5 | 8  | 011:250 | −14   | 09     |
| 15. | San Lorenzo MdP             | 15  | 1  | 4 | 10 | 011:330 | −22   | 06     |
| 16. | Chaco For Ever              | 15  | 1  | 1 | 13 | 011:440 | −33   | 03     |

| (M) | Meister des Torneo Metropolitano |

### Meistermannschaft
| CA Independiente | |
|                  | David Acevedo, Luis Artime, Raúl Bernao, Vicente de la Mata. Omar Diéguez, Roberto Ferreiro, Idalino Monges, Osvaldo Mura, José Pastoriza, Ricardo Pavoni, Miguel Santoro, Raúl Armando Savoy, Aníbal Tarabini, Héctor Yazalde Trainer: Osvaldo Brandão |

### Torschützenliste
| Pl. | Nat.        | Spieler           | Verein                  | Tore |
| --- | ----------- | ----------------- | ----------------------- | ---- |
| 1   | Argentinien | Luis Artime       | CA Independiente        | 11   |
| 2   | Argentinien | Héctor Yazalde    | CA Independiente        | 10   |
| 3   | Argentinien | Oscar Más         | River Plate             | 9    |
| 3   | Argentinien | Héctor Veira      | CA San Lorenzo          | 9    |
| 5   | Argentinien | Norberto Madurga  | Boca Juniors            | 8    |
| 5   | Argentinien | Juan Ramón Verón  | Estudiantes de La Plata | 8    |
| 5   | Argentinien | Daniel Willington | Vélez Sársfield         | 8    |